# Les Révoltés (film, 2014)
Pour les articles homonymes, voir Les Révoltés.
Pour plus de détails, voir Fiche technique et Distribution.
Les Révoltés est un film dramatique français réalisé par Simon Leclere et sorti en 2014.

## Fiche technique
- Titre : Boys
- Réalisation : Simon Leclere
- Scénario : Simon Leclere, Agnès Feuvre et Emmanuelle Jacob
- Photographie : Pascale Marin
- Montage : Avril Besson
- Décors : Erwan Le Flo'ch
- Costumes : Julia Bourlier
- Musique : Rémi Boubal
- Producteur : Isabelle Mathy et Delphine Schmitt
- Société de production : Perspective Films et Magellan Production
- Distributeur : Jour2fête
- Pays d'origine :  France
- Genre : drame
- Durée : 80 minutes
- Date de sortie :
  -  Canada : 29 août 2014
  -  Belgique : 23 février 2015
  -  France : 15 juillet 2015

## Distribution
- Paul Bartel : Pavel
- Solène Rigot : Anja
- Gilles Masson : Maciek
- Pierre Boulanger : Antoine
- Bénédicte Loyen : Betty
- Thierry Levaret : Roland
- Hugo Zermati : Samuel
- Djibril Gueye : Reda